# Баві (національний парк)
Національний парк Баві (в'єт. Vườn quốc gia Ba Vì) — національний парк, розташований в 48 км на захід від столиці В'єтнама, міста Ханой. Площа парку становить 10815 га, він розташований у гірському хребті Баві. У парку багаті і різноманітні тропічні і субтропічні флора і фауна.
Національний парк Баві розташований у районі Ханоя Баві, і двох повітах провінції Хоабінь, а саме Лионгшон і Кішон. Парк розташований на гірському хребті, що орієнтований північний захід - південний схід, з вершинами — Вуа (в'єт. Vua) висотою 1296 м, Танв’єн (в'єт. Tản Viên) висотою 1226 м і Нгокхоа (в'єт. Ngọc Hoa) 1120 м.

## Галерея

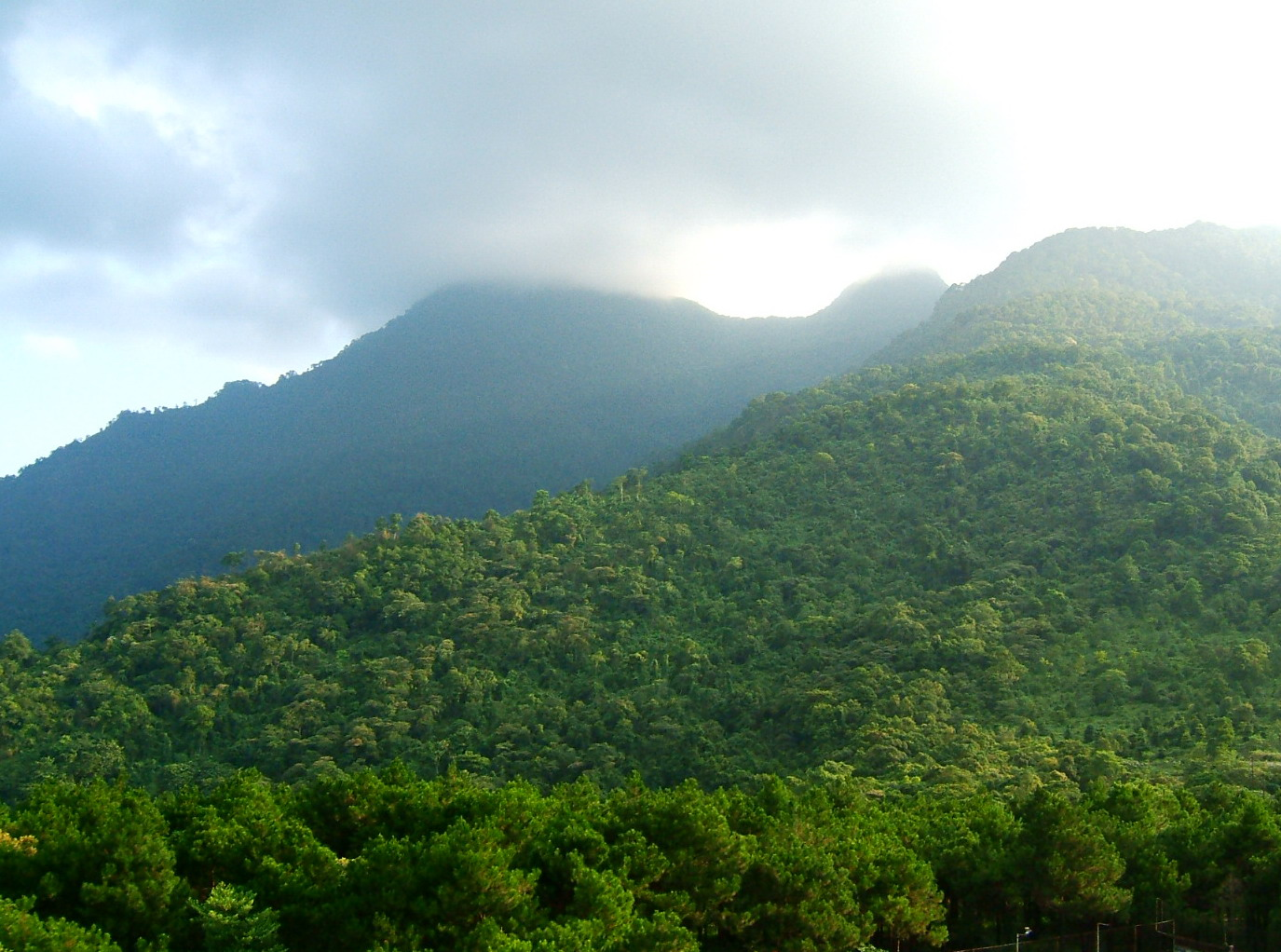
Національний парк Баві
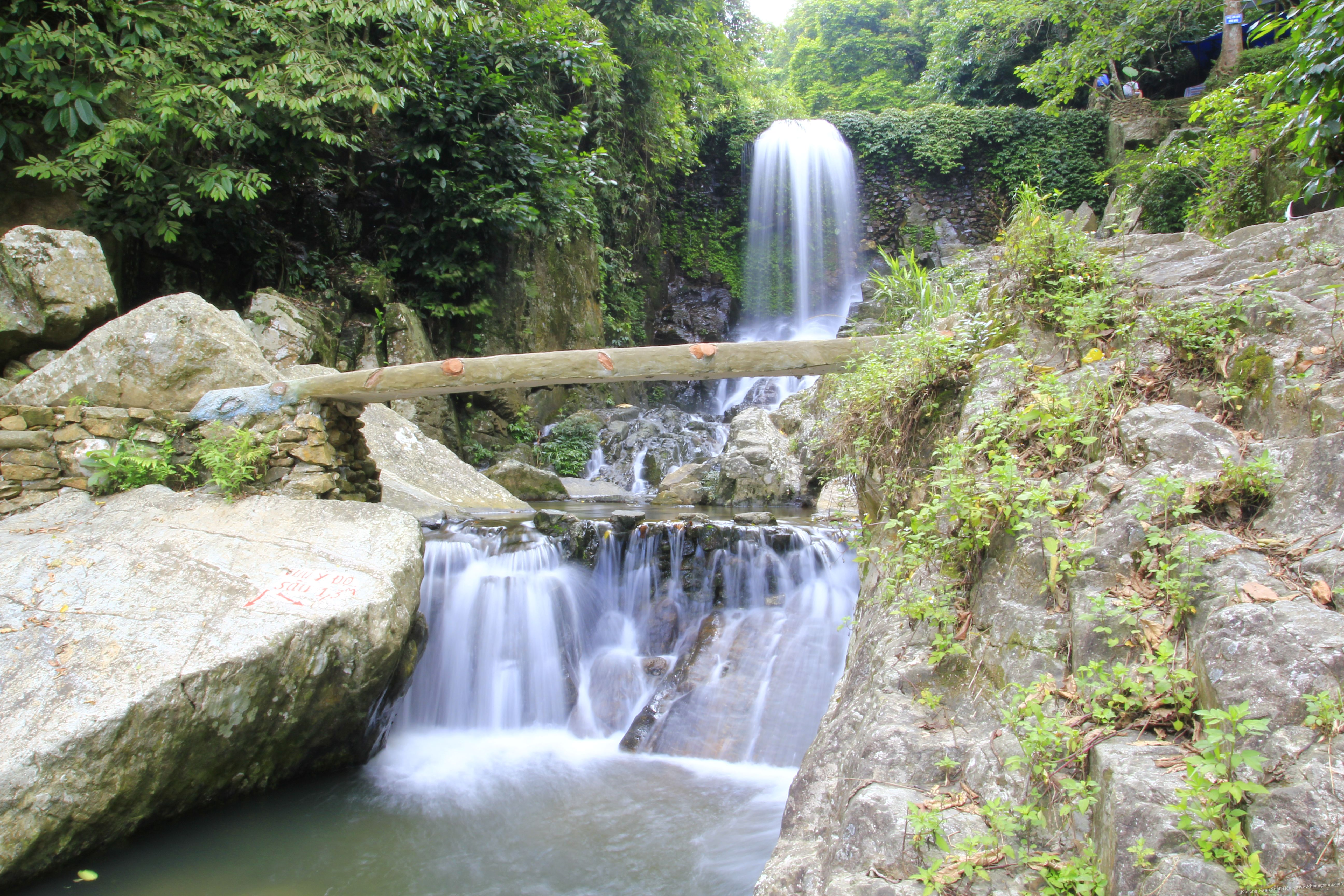
Національний парк Баві
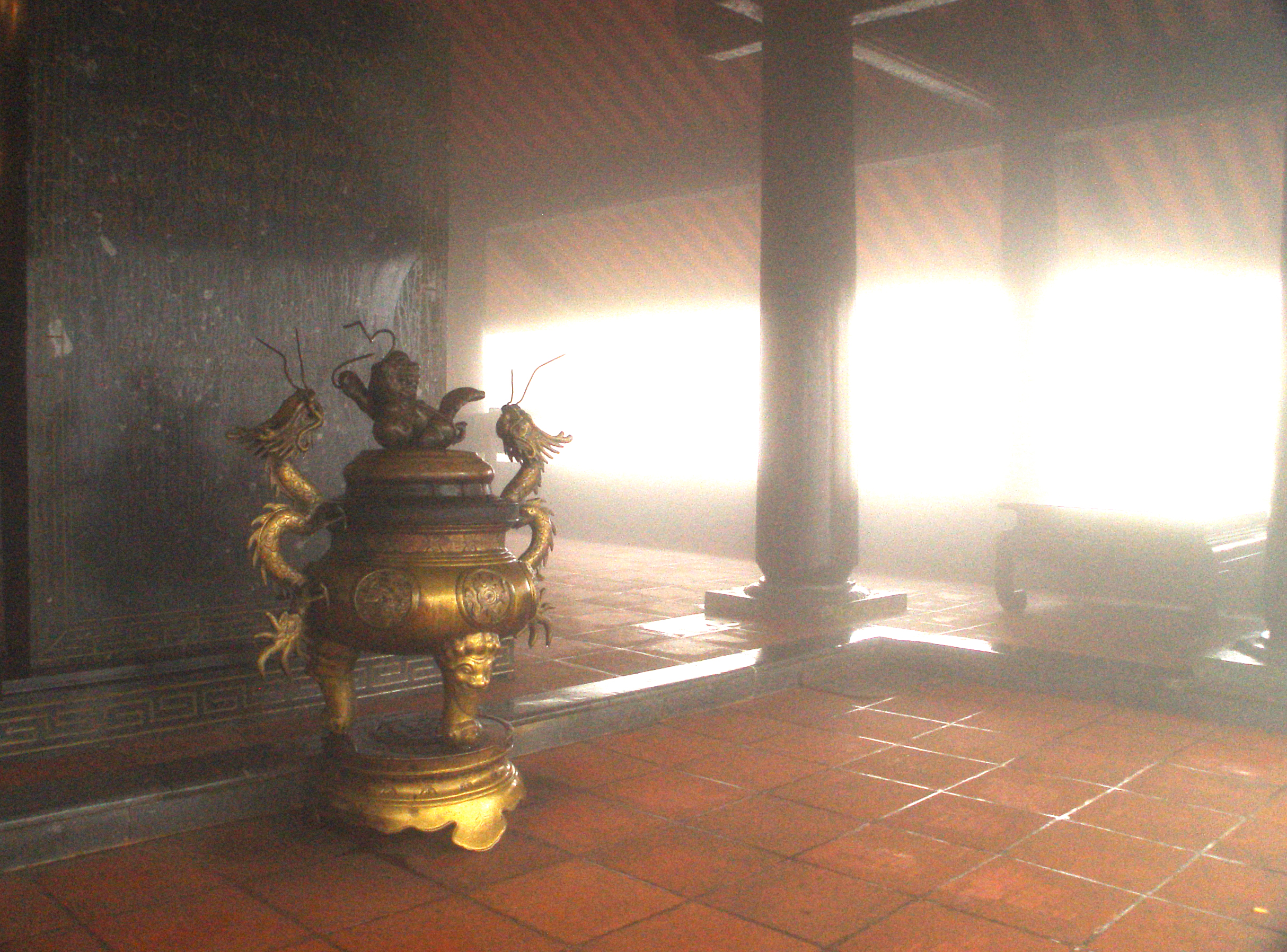
Національний парк Баві, всередині пагоди Хо Ши Міна на Королівській вершині
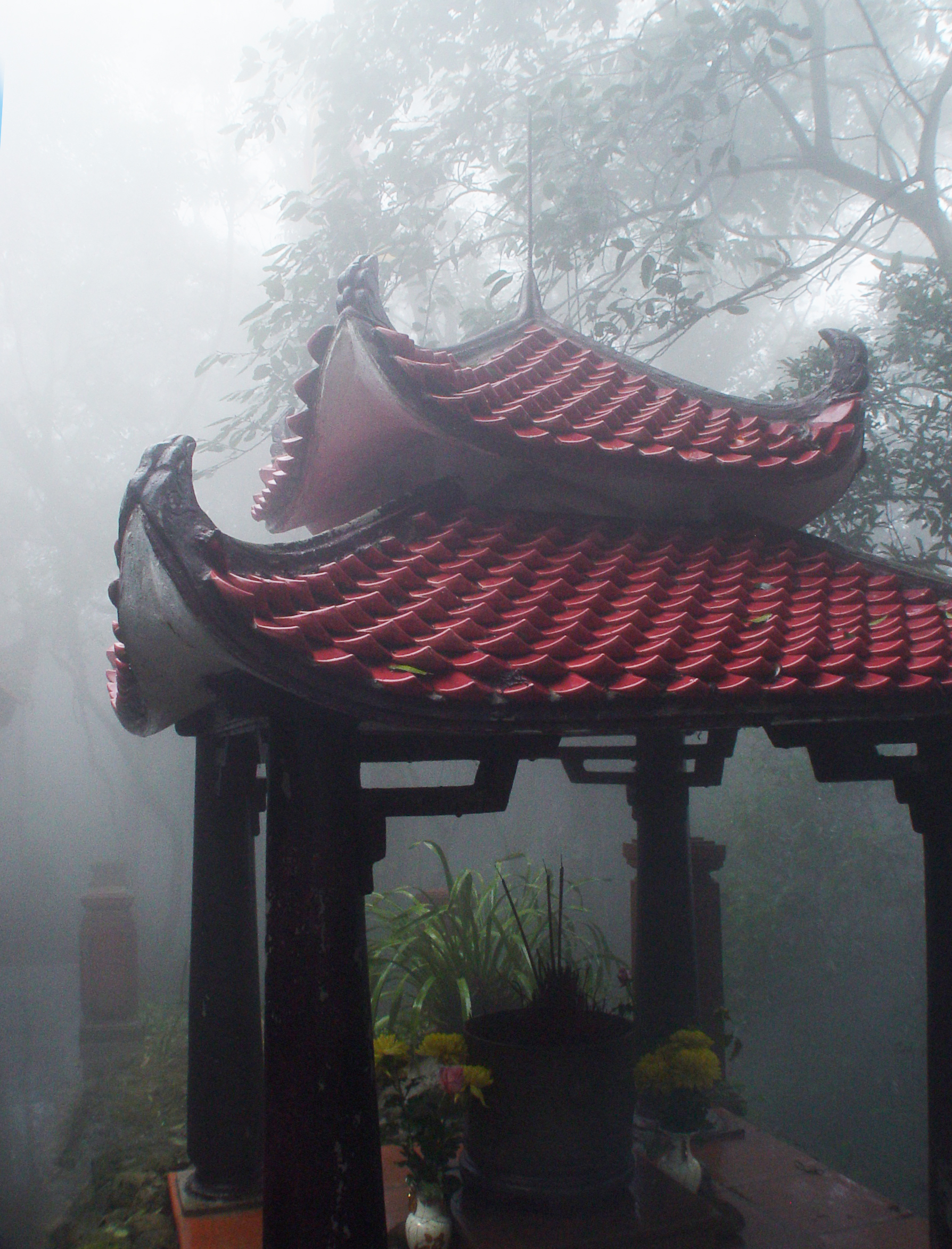
Національний парк Баві, пагода Хо Ши Міна на Королівській вершині
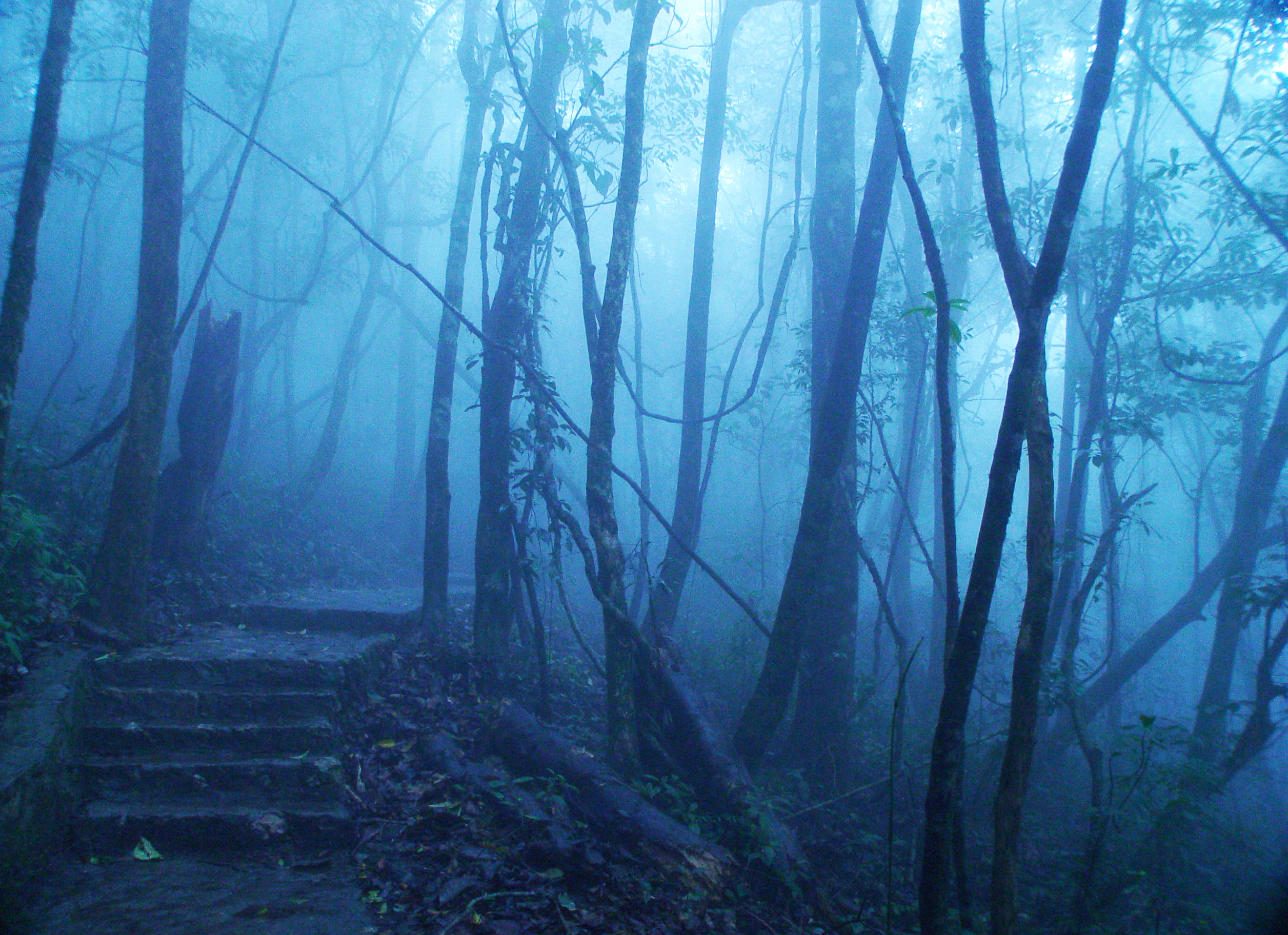
Національний парк Баві, оповитий хмарами ліс на шляху нагору Королівської вершини до храму Хо Ши Міна
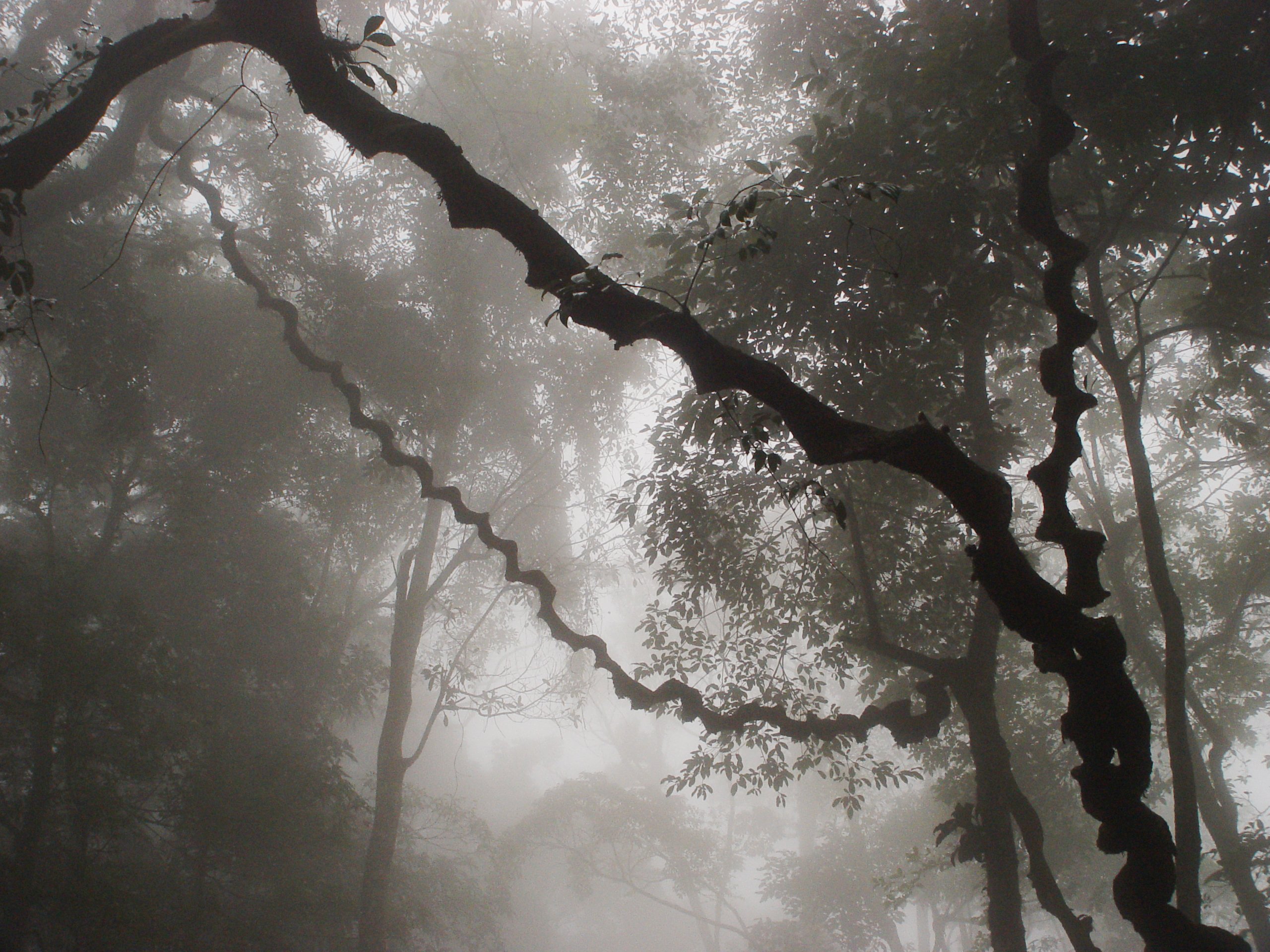
Національний парк Баві, оповитий хмарами ліс на шляху нагору Королівської вершини до храму Хо Ши Міна
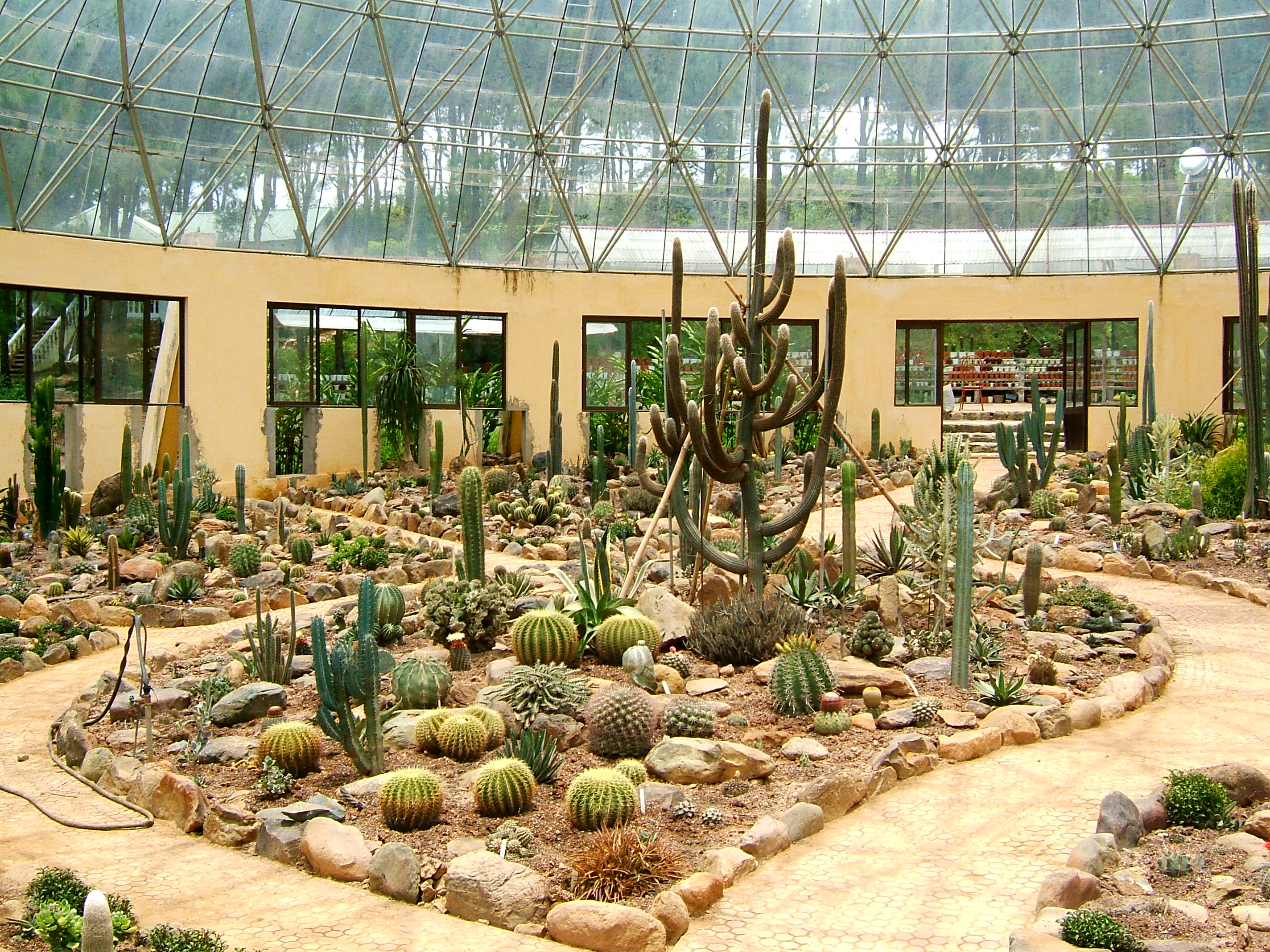
Кактусова оранжерея на схилах Баві
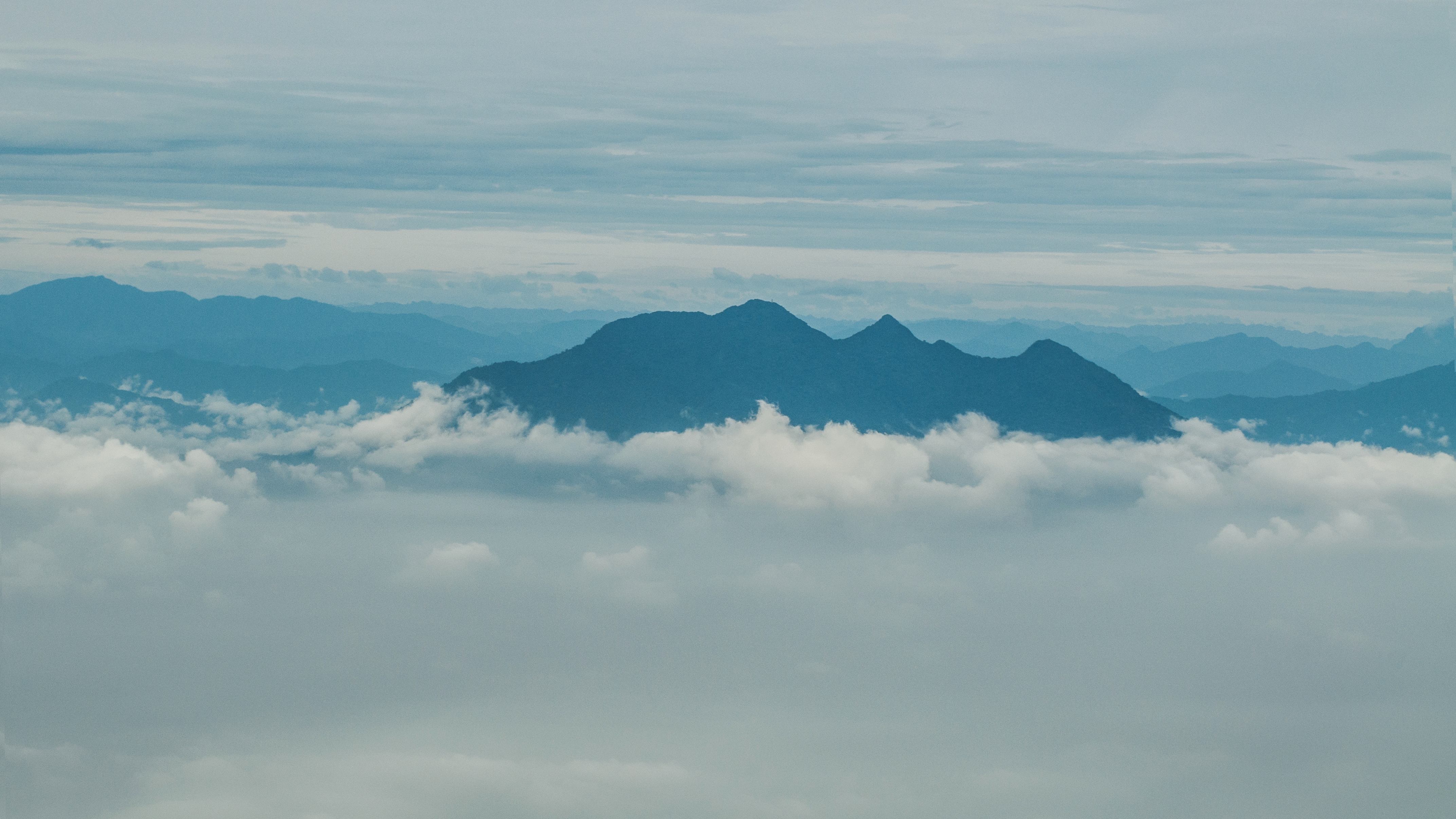
Хребет у хмарах

## Зовнішні посилання
- Ba Vi National Park, Vietnam [Архівовано 2018-10-26 у Wayback Machine.]
- Vietnam National Parks